# 1748年1月31日の海戦
1748年1月31日の海戦（英語: Action of 31 January 1748）はオーストリア継承戦争中の1748年1月31日に行われた、イギリス海軍の戦列艦2隻とフランス海軍の戦列艦1隻の間の小規模な海戦。戦闘はイギリスの勝利に終わり、フランス艦マグナニムはイギリスに拿捕された。

## 経過
1748年1月、フランスの74門艦マグナニムはブレストを出港して東インドへ向かった。マグナニムはウェサン島沖で嵐に遭遇して一部のマストが破れ、緩慢とブレストへ戻ろうとしたが、エドワード・ホーク率いるイギリス艦隊に発見された。
イギリス艦隊は直ちに全速力で追跡をはじめ、ロバート・ハーランドを艦長とするノッティンガムは午前1時にマグナニムを捕捉し、6時間にわたる追撃戦の始まりとなった。ホークはマグナニムの大きさを見て、スティーブンス艦長（Stevens）率いる60門艦ポートランドを派遣してノッティンガムへの増援とした。ポートランドからの砲撃を受けたマグナニムは降伏を余儀なくされた。
マグナニムの乗員686人のうち、45人が戦死、105人が負傷した。ノッティンガムは戦死16人、負傷者18人、ポートランドは1時間後にようやく追いついたため、負傷者4人を出したのみとなった。
マグナニムは建造から4年満たないこともあり、同じ艦名でイギリス海軍に編入された。